# 埃尔普河畔栋皮埃尔
埃尔普河畔栋皮埃尔（法語：Dompierre-sur-Helpe，法語發音：[dɔ̃pjɛʁ syʁ ɛlp]）是法国上法兰西大区北部省的一个市镇，位于该省东部，属于埃尔普河畔阿韦讷区。

## 地理
埃尔普河畔栋皮埃尔（50°8'41"N, 3°51'59"E）面积13.2 平方千米，位于法国上法蘭西大區北部省，该省份为法国最北部的省份及最长的省份，西北濒北海，西接加来海峡省，南至埃纳省和索姆省，东与比利时接壤。
与埃尔普河畔栋皮埃尔接壤的市镇（或旧市镇、城区）包括：蒙索圣瓦、埃尔普河畔圣伊莱尔、蒂耶拉什地区泰尼耶尔、勒瓦勒、马尔拜、桑布尔河畔努瓦耶勒、珀蒂费。

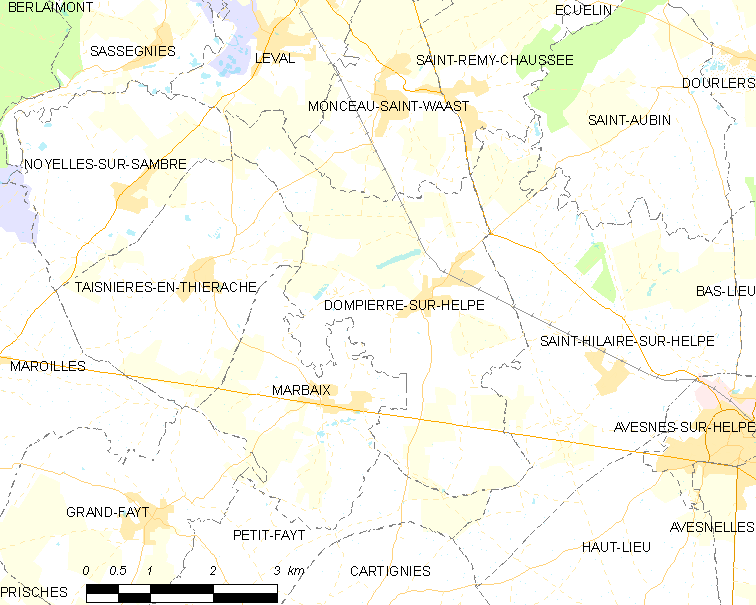
埃尔普河畔栋皮埃尔的OSM定位图

埃尔普河畔栋皮埃尔的时区为UTC+01:00、UTC+02:00（夏令时）。

## 行政
埃尔普河畔栋皮埃尔的邮政编码为59440，INSEE市镇编码为59177。

## 政治
埃尔普河畔栋皮埃尔所属的省级选区为埃尔普河畔阿韦讷县。

## 人口

1962-2008年间埃尔普河畔栋皮埃尔人口变化图示

埃尔普河畔栋皮埃尔于2022年1月1日时的人口数量为837人。